# Alexandre Numeni
Alexandre Numeni (en llatí Alexander Numenius, en grec Ἀλέξανδρος Νουμήνιος, o Νουμηνίου) va ser un retòric grec que vivia al regnat d'Hadrià (segle ii). Era fill del retòric Numeni, i per això portava aquest renom.